# Dirty Pretty Things
Dirty Pretty Things – brytyjski zespół muzyczny grający indie rock założony przez Carla Barâta, do którego dołączyli Gary Powell, Anthony Rossomando oraz Didz Hammond.
Nazwa "Dirty Pretty Things" pochodzi od nazwy nocnego klubu, którego właścicielem był Barât. Grupa działała w latach 2005–2008, wydając w tym czasie dwa albumy studyjne, jeden album koncertowy oraz cztery single. Przez cały okres wspólnego grania jej czteroosobowy skład nie zmienił się, jedynie po wypadku, w którym Carl nabawił się kontuzji, czasowo zatrudniono gitarzystę Josha Hubbarda z zaprzyjaźnionego zespołu The Paddingtons i wtedy Dirty Pretty Things występowali na scenie w pięcioosobowym składzie.
Najwyżej notowanym utworem zespołu w zestawieniu brytyjskich singli (UK Singles Chart) był Bang Bang You’re Dead, natomiast w zestawieniu brytyjskich albumów długogrających (UK Albums Chart) najwyżej znalazła się pierwsza płyta grupy: Waterloo to Anywhere. Druga, Romance at Short Notice, nie odniosła już takiego sukcesu. Zespół rozpadł się wkrótce po jej wydaniu.

## Skład zespołu
- Carl Barât – śpiew, gitara elektryczna
- Anthony Rossomando – druga gitara elektryczna
- Didz Hammond – gitara basowa
- Gary Powell – perkusja

## Historia
Formacja powstała we wrześniu 2005 po rozpadzie The Libertines (który to był wywołany zachowaniem Pete’a Doherty’ego). Założenie nowej grupy ogłosił poróżniony z nim Carl Barât, który został, podobnie jak to miało miejsce w The Libertines, jej wokalistą i gitarzystą. Do składu Dirty Pretty Things weszli też prócz niego dwaj inni byli członkowie The Libertines – drugi gitarzysta Anthony Rossomando i perkusista Gary Powell – oraz basista Didz Hammond, który wcześniej odszedł z grupy Cooper Temple Clause.
W październiku 2005, Barât ogłosił nazwę zespołu. W tym samym miesiącu odbyły się też jego pierwsze klubowe koncerty: we Włoszech (między innymi w Rzymie, Bolonii i Padwie) i we Francji (Paryż). Członkowie wykorzystali je jako okazję do wzajemnego dopasowania przed nagraniem debiutanckiego albumu grupy.

### Waterloo to Anywhere
W listopadzie 2005 w Los Angeles zespół rozpoczął pracę nad debiutanckim albumem pod opieką amerykańskiego producenta Davida Sardy’ego. Następnie prace nad albumem kontynuowane były w studio w Glasgow przy współpracy Tony’ego Doogana. Jednocześnie zespół zaczął ustalać szczegóły trasy koncertowej po Wielkiej Brytanii, która rozpoczęła się na przełomie lutego i marca 2006.
Debiutancka płyta została zatytułowana Waterloo to Anywhere. Pierwszym utworem była piosenka You Fucking Love It, która została zamieszczona  na płycie dołączonej do kwietniowego wydania pisma NME (New Music Express). Singiel promujący debiutancką płytę Bang Bang You’re Dead został jednak wydany 24 kwietnia. Dotarł on tam do 5. miejsca w notowaniu UK Singles Chart. Natomiast sam album ukazał się w Wielkiej Brytanii 8 maja 2006 i wkrótce znalazł się na 3. pozycji w UK Albums Chart.
Jednocześnie z wydaniem płyty zespół dawał koncerty promujące nowy album. Dirty Pretty Things wystąpili między innymi w Leeds, Edynburgu, Glasgow i w Londynie), a także pojawili się na kilku festiwalach: pierwszym w karierze formacji był Nokia Isle Of Wight Festival, później dali koncerty między innymi na T in the Park czy irlandzkim Oxegen oraz w Tajpej. Tam Barât złamał obojczyk, z tego powodu zespół musiał zatrudnić Josha Hubbarda z grupy The Paddingtons by ten zastąpił Carla w grze na gitarze podczas zbliżającej się amerykańskiej trasy koncertowej. Trasę, którą grupa zainaugurowała 8 sierpnia, pilotował wydany 11 lipca singel Deadwood, który dotarł do 20. miejsca UK Single Chart. Zespół zaangażował się też w tym czasie w kampanię promującą bezpieczeństwo na drogach, Make Roads Safe, gdy w wyniku wypadku w drodze powrotnej z koncertu Dirty Pretty Things w Ipswich zginęły trzy fanki. 25 września pojawił się kolejny singel – Wondering, który dostał się na 34. pozycję w notowaniu brytyjskich singli.
Wkrótce po wydaniu ostatniego singla, 15 października na rynku pojawiła się płyta DVD zatytułowana Puffing On a Coffin Nail – Live at The Forum zawierająca różne wersje utworów zespołu (w tym fragmenty koncertów między innymi w Rzymie i Paryżu) oraz kilka dokumentów filmowych z trasy koncertowej.

### Romance at Short Notice
w 2007 Grupa supportowała między innymi zespół Muse na stadionie Wembley w czerwcu 2007. Dirty Pretty Things nagrali również piosenkę Radio Song specjalnie na ścieżkę dźwiękową do filmu Run Fatboy Run Davida Schwimmera. Kolejny ich utwór pojawił się na dołączonej do magazynu NME kompilacji Love Music Hate Racism.
Pojawiła się wtedy koncepcja wydania kolejnego albumu. Zespół przygotował do marca 2007 kilka utworów przeznaczonych na planowane wydawnictwo, z którymi miał wejść do studia w Los Angeles w lecie. Premiera nowej płyty miała odbyć się we wrześniu. Nie doszło do niej jednak w planowanym terminie. W październiku menedżer zespołu zapowiedział, że nowy album będzie czymś zupełnie różnym od Waterloo to Anywhere i ogłosił kilka tytułów nowych piosenek, jednak nie podał daty premiery wydawnictwa. Płyta nie ukazała się do końca 2007, natomiast w lutym kolejnego roku Barât wyznał w wywiadzie, że grupa nie potrafi dokończyć produkcji.
Nowy album miał być zatytułowany This Is Where The Truth Begins (podobnie jak jeden z utworów, które miał zawierać). Jego premiera została zapowiedziana wraz z listą utworów w maju 2008 i miała odbyć się 30 czerwca. Singlem promującym nową płytę został utwór Tired of England. Wkrótce zespół zmienił tytuł wydawnictwa na Romance at Short Notice i udostępnił cały album do ściągnięcia na stronie NME.com przed premierą w sklepach.
Utwór Tired of England dostał się na 54. pozycję UK Singles Chart, natomiast album Romance at Short Notice znalazł się na 35. miejscu zestawienia UK Albums Chart i po dwóch tygodniach z niego wypadł. Zespół promował go podczas trasy koncertowej, w czasie której odwiedził między innymi Londyn, Glasgow, Leeds i Southampton.

### Koniec działalności
1 października 2008 grupa wydała pisemne oświadczenie, w którym ogłosiła koniec swojej działalności oraz poinformowała, że każdy z członków zespołu zajmie się własnymi projektami muzycznymi. Grupa postanowiła również mimo ogłoszonego już rozpadu zakończyć ustaloną wcześniej trasę koncertową. Dirty Pretty Things po raz ostatni zagrali 20 grudnia 2008 w londyńskiej Astorii 2.

## Dyskografia

### Albumy studyjne
- Waterloo to Anywhere (2006, CD)
- Romance at Short Notice (2008, CD)

### Single
- Bang Bang You’re Dead (2006, CD)
- Deadwood (2006, CD)
- Wondering (2006, CD)
- Tired of England (2008, CD)

### Albumy koncertowe
- Puffing On a Coffin Nail – Live at The Forum (2006, DVD)